# Kirsten Thomson
Kirsten Thomson, née le 27 septembre 1983 à Sydney (Australie), est une nageuse australienne spécialiste de la nage libre. Elle est médaillée d'argent en relais aux Jeux de 2000.

## Carrière
Lors des Jeux olympiques d'été de 2000, Kirsten Thomson participe avec Susie O'Neill, Giaan Rooney et Petria Thomas au relais 4 × 200 m nage libre qui monte sur la deuxième marche du podium.
En janvier 2023, elle devient la directrice de Swimming NSW après avoir été la directrice du service corporation et communication à l'Institut du port de Nouvelle-Galles du Sud.

## Palmarès
| Date | Compétition           | Lieu      | Place | Course               |
| ---- | --------------------- | --------- | ----- | -------------------- |
| 2000 | Jeux olympiques       | Sydney    | 2e    | 4 × 200 m nage libre |
| 2003 | Championnats du monde | Barcelone | 17e   | 200 m nage libre     |
| 2003 | Championnats du monde | Barcelone | 2e    | 4 × 200 m nage libre |